# Lago Aluminé
Lago Aluminé är en sjö i Argentina.   Den ligger i provinsen Neuquén, i den sydvästra delen av landet, 1 200 km väster om huvudstaden Buenos Aires. Lago Aluminé ligger 1 153 meter över havet. Arean är 57 kvadratkilometer. Den sträcker sig 11,0 kilometer i nord-sydlig riktning, och 14,4 kilometer i öst-västlig riktning.
Trakten runt Lago Aluminé är nära nog obefolkad, med mindre än två invånare per kvadratkilometer.